# コネコノキモチ
『コネコノキモチ』は、2011年5月14日公開の日本映画。
高橋栄樹の映画監督作品。主演は、アイドリング!!!の遠藤舞。シネマート六本木・ワーナー・マイカル・シネマズ板橋他で全国順次ロードショーされた。

## キャスト
- 桜井遥 - 遠藤舞（アイドリング!!![1]）
- ミュー - 外岡えりか（アイドリング!!!）（友情出演）
- 桜井杏子 - 井上直美
- 高橋佳郎
- 岡添悠一郎
- 渡辺優紀
- 仲村碧
- 吉田正晴
- 岩松剛
- 谷口勝光
- 真樹孝介
- 安達綾香
- 松永将史
- 東倫子
- 清水大輔
- 杉山賢
- 田路紅瑠美
- 山内みどり
- 金子優子
- 渡辺究

## スタッフ
- 監督・編集 - 高橋栄樹
- 脚本 - 阿相クミコ、高橋栄樹
- 撮影 - 村上拓
- 撮影助手 - 青木隆幸、安間大
- 録音 - 中川究矢
- 照明 - 鈴木敏雄
- 音楽 - 大友正男、鏑木裕、重光響
- 助監督 - 野村真季子、杉山優
- ヘアメイク - 岸めぐみ、臼木亜衣
- スタイリング - 伊藤妙乃(PEANUTS)、渡辺香織、辻井智香、斉藤味沙、金津あかね、今井利香
- スチール - 東原昇平（野間写真事務所）
- 製作 - 大橋孝史、藤岡修、中野久
- プロデューサー - 平野貴之、高口聖世巨、鶴岡大二郎
- アソシエイトプロデューサー - 板橋明久、志水敏泰
- ラインプロデューサー - 和田紳助
- 宣伝・配給 - ジョリー・ロジャー
- 予告 - 和田剛
- メイキング - 川村清人、川上春奈
- デザイン - 上屋敷拓巳、中村公彦(HP)
- 宣伝 - 稲葉裕美、大石睦美
- 配給 - 島崎良一
- 製作 - 株式会社ジョリー・ロジャー、株式会社ハピネット、株式会社ダブルアップエンタテインメント

## 主題歌
- 遠藤舞「空の木」